# Ives González
Ives González Alonso (Cienfuegos, 12 de outubro de 1980) é um jogador de polo aquático cubano, naturalizado brasileiro. Atua na posição de centro e atualmente joga pelo Esporte Clube Pinheiros.

## Carreira
González iniciou a carreira jogando em Cuba, sua terra natal, tanto por equipes do país quanto pela seleção nacional. Veio para o Brasil nos anos 2000, e desde então atuou pelas equipes do CA Paulistano (até 2011) e EC Pinheiros (desde 2012), conquistando duas Ligas Nacionais pelo ECP e diversos campeonatos paulistas.
Como preparação aos Jogos Olímpicos de 2016 que participaria atuando pela seleção brasileira, Ives jogou emprestado pelo Pinheiros durante uma temporada para um time da Itália, se destacando na liga do pais. Competiu nas Olimpíadas do Rio e finalizou em oitavo lugar.
Após os Jogos Olímpicos voltou a atuar pela equipe do Pinheiros.